# جون ماير (سياسي)
جون ماير (بالإنجليزية: John Meier)‏ هو ضابط وسياسي أسترالي، ولد في 14 أكتوبر 1946. حزبياً، نشط في حزب أستراليا الليبرالي (فرع جنوب أستراليا) ‏. في 2002 South Australian state election ‏، انتخب عضو مجلس النواب جنوب أستراليا من الجمعية عن دائرة Electoral district of Goyder ‏ وقد انضم خلال فترته النيابية ‏ (6 نوفمبر 1982 – 17 مارس 2006) للكتلة البرلمانية حزب أستراليا الليبرالي (فرع جنوب أستراليا) ‏.
1. ↑  Members of the Parliament of South Australia | Eric John Meier (بالإنجليزية), Adelaide: Parliament of South Australia, QID:Q114834199